# Esquinunte

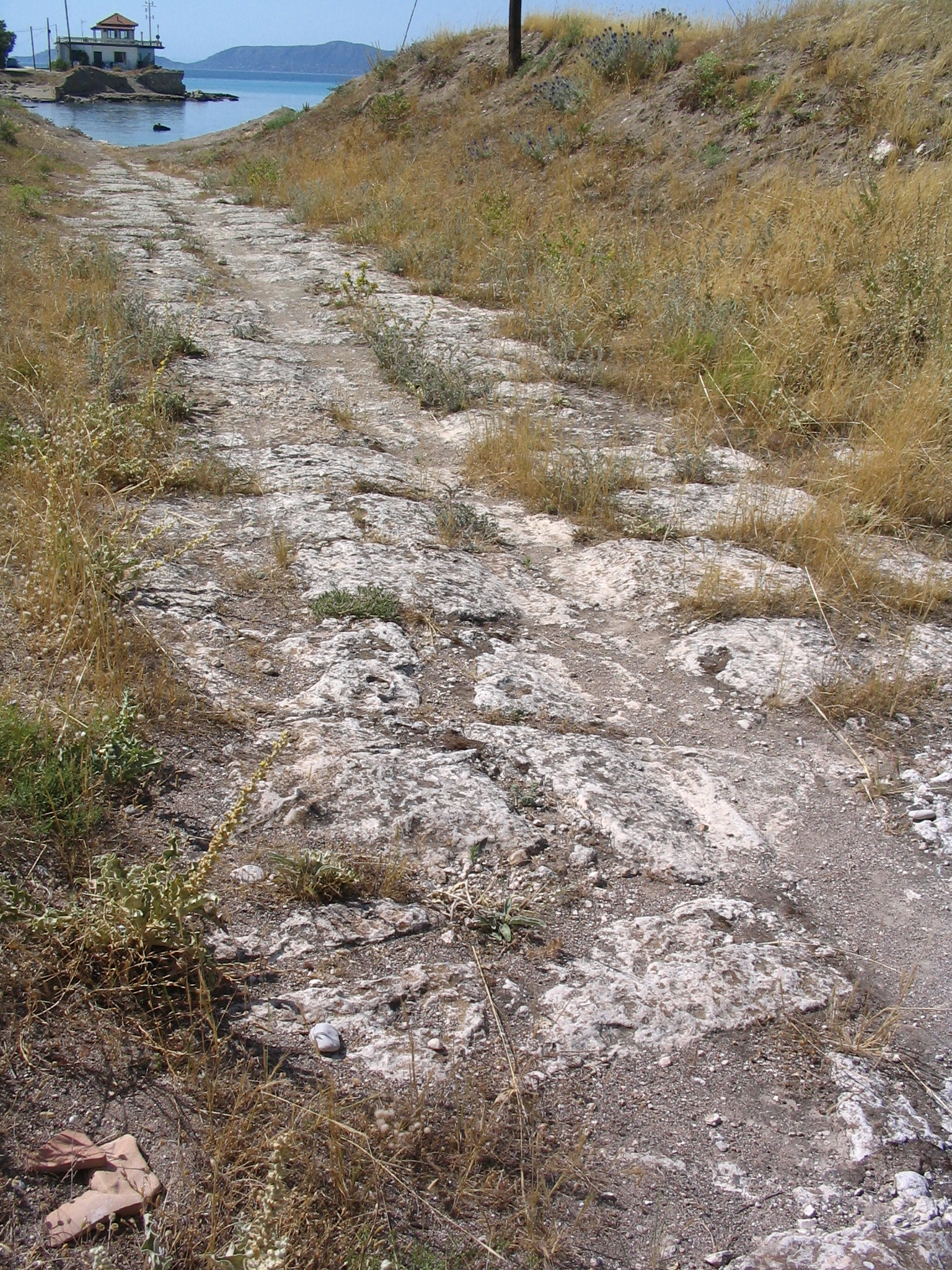
Restos del Diolkos, una calzada a través de la cual eran transportados en la Antigüedad los barcos entre el golfo de Corinto y Esquinunte.

Esquinunte (en griego antiguo: Σχοινοῦς) es el nombre de una antiguo asentamiento griego de Corintia. 
El geógrafo griego Estrabón dice que era un puerto que se hallaba en el golfo Sarónico, junto al diolkos, es decir, la parte más estrecha del istmo de Corinto y que se ubicaba a cuarenta y cinco estadios de Cencreas y a trescientos cincuenta del puerto de Atenas, El Pireo. Por allí había una vía terrestre de cuarenta estadios por la que pasaban los barcos desde el golfo de Corinto al golfo Sarónico. También se hallaba allí un templo de Poseidón Istmio.
Se localiza en la población actual de Kalamaki.